# Odilon Rios
Odilon Rios Lima (Maceió, 25 de agosto de 1979), é jornalista, escritor, poeta. Formou-se em jornalismo em Maceió, pela Universidade Federal de Alagoas, no Centro de Comunicação. Mora em Maceió.
É repórter do jornal EXTRA onde também mantém a coluna Memórias de Alagoas.

## Prêmios
2012-  Prêmio Embratel com a matéria “Aula de excelência na pobreza”, escrita por Antônio Gois, Chico Otávio, Efrém Ribeiro, Odilon Rios, Letícia Lins e Carolina Benevides, jornal O Globo.
2012- Prêmio Dom Helder Câmara: Prêmio para os profissionais da imprensa escrita. Reportagem: Pacientes convivem com formigas, goteiras e cadáveres em Alagoas Jornalista Odilon Rios.

## Reconhecimento
O jornalista foi homenageado com duas matérias em livro listando as 90 melhores reportagens do Jornal O Globo.